# Indosticta deccanensis
Indosticta deccanensis – gatunek ważki z rodziny Platystictidae; jedyny przedstawiciel rodzaju Indosticta. Występuje w południowo-zachodnich Indiach.